# آلبرتو آرتوزو
آلبرتو آرتوزو (انگلیسی: Alberto Artuso؛ زادهٔ ۱۰ مهٔ ۱۹۸۹) بازیکن فوتبال اهل ایتالیا است.
از باشگاه‌هایی که در آن بازی کرده‌است می‌توان به باشگاه فوتبال کیه‌وو ورونا اشاره کرد.